# Huang Nubo
Huang Nubo (chinois:黄 怒 波), né en 1956 sous le nom de Huang Yuping, est un homme d'affaires chinois, fondateur de Pékin Zhongkun Investment Group, alpiniste et mécène pour des causes environnementales. Également poète, il publie sous le pseudonyme de Ying Luo.
Garde rouge pendant la Révolution culturelle, il est déporté à la campagne comme 17 millions de jeunes urbains. Après la mort de Mao Zedong en 1976, il peut rejoindre Pékin en 1977 et poursuivre ses études au sein de l'université de Pékin. Membre du Parti communiste chinois, il travaille près de dix ans au sein de la propagande du Comité central du Parti.

## Biographie

### Famille et jeunesse
Huang Nubo naît, dans la province du Gansu, dans une famille de militaires. À partir de l'âge de deux ans, il grandit à Yinchuan dans la région du Ningxia.
Sous le pseudonyme de Luo Ying, il relate le suicide de son père, déclaré « contre-révolutionnaire actif » à la suite des purges maoïstes de la campagne des Cent fleurs, et la mort de sa mère, réduite à la mendicité, intoxiquée au gaz près de dix ans plus tard.

### Révolution culturelle
Pendant la Révolution culturelle (1966-1976), il est garde rouge. Cette période a profondément marqué Huang Nubo : 

« Depuis la fin de la Seconde Guerre mondiale, l'Allemagne fait la chasse aux nazis. Nous, sous prétexte d'aller de l'avant, nous feignons d'avoir oublié. Or, dans notre société d'anciens gardes rouges, personne n'est indemne. Notre modernité repose sur une tragédie, qui nous a fait perdre tout humanisme. Les Chinois ne croient plus en rien. Nous sommes devenus plus riches mais avons fait exploser les inégalités. Notre pays est plus puissant, mais on a moins de liberté. On a chassé Dieu, et on est en train de tuer l'être humain. Alors nous devons être capables d'expliquer quel sens donner à notre existence, surmonter le nihilisme moral qui a envahi nos vies[réf. nécessaire]. »

À l'âge de 15 ans, il décide de substituer à son prénom Yuping (paix de Jade) celui de Nubo (vagues en colère) car il en avait assez de subir. Il décrira plus tard les horreurs auxquelles, jeune garde rouge, il a assisté. Puis il sera envoyé à la campagne comme 17 millions de jeunes instruits et d'anciens gardes rouges. Après la mort de Mao Zedong et l'arrestation de la bande des Quatre en 1976, il peut revenir à Pékin.

### Études et activités professionnelles
À partir de 1977, il est étudiant au sein du département de langue de l'université de Pékin ; il est diplômé en littérature chinoise en 1981. De 1981 à 1990, Huang travaille au sein du département de la propagande du Comité central du Parti communiste chinois.
De 1996 à 1998, il étudie à la China Europe International Business School (CEIBS) et obtient une maîtrise en administration des affaires.

### Alpinisme
Entre 2005 et mai 2013, il gravit les sept plus hauts sommets sur les sept continents, dont trois fois l’Everest : en Afrique le Kilimandjaro en 2005 (5 859 m), en Asie le Qomolangma en 2009, 2010 et 2013 (8 844 m), en Amérique du Nord le mont McKinley en 2009 (6 194 m), l’Elbrouz en 2009 (5 642 m), en Antarctique le massif Vinson en 2010 (4 897 m), en Amérique du Sud l’Aconcagua en 2010 (6 964 m), la pyramide de Carstensz en 2010 (4 884 m) et le Cho Oyu en 2008 (8 201 m). 

Le 17 mai 2013, il grimpe sur l'Everest pour la troisième fois. Sur le sommet, il brandit le logo de l'UNESCO, enlève son masque à oxygène et lance un appel au monde pour protéger la planète et soutenir la mission de l'UNESCO : 

« Comme un entrepreneur qui a bénéficié de la mondialisation, je pense qu'il est de mon devoir de soutenir la société pour ce qu'elle m'a donné,. »

### Accès aux pôles
En mars 2011, l'expédition Arctic Fox Mission à laquelle Huang Nubo participe, rejoint le pôle Sud. Huang est le 8e Chinois à réaliser cet exploit.

### Mécénat
Huang Nubo soutient la cause des éléphants pour le compte de l'ONG américaine Wildaid (en), dont il est président pour la Chine.
En 2013, il fait un don de 1,6 million de dollars au Kode Art Museum de Bergen ce qui permet à la Chine de récupérer sept colonnes de marbre blanc de l'ancien palais impérial chinois.
Le 28 juin 2013, le directeur général de l'UNESCO, Irina Bokova, et Huang Nubo signent un accord de partenariat d'un million de dollars pour soutenir le travail de l'Organisation sur le développement durable concernant le patrimoine mondial en matière de tourisme, lors d'une cérémonie au siège de l'UNESCO.

### Controverse
En 2011, Huang Nubo a proposé à un couple de retraité islandais près de 8,8 millions de dollars pour un terrain de 300 km2 dans la région de Fjollum. Cela représentait près de 0,3 % de la surface de l'Islande. L'ambition de l'homme d'affaires était d'y construire un hôtel de luxe doté d'un terrain de golf géant. Le ministre de l'Intérieur islandais de l'époque bloqua la transaction car le projet allait à l'encontre de la législation locale.

## Publications

### Ouvrages
Huang Nubo commence à écrire des poèmes à l’âge de 14 ans. Il publie, sous le pseudonyme de Ying Luo, son premier livre en 1978. Un « premier recueil de poèmes date de 1992 (Cessez de m’aimer), suivi de Adieu, la mélancolie (1995) et Fleurs naissantes (2003). À partir de 2005, Luo Ying cherche une nouvelle forme d’expression poétique avec la pratique d’une prose-poème réinventée à partir de la rhapsodie traditionnelle chinoise (fu). Ayant pour décor la mutation de la société chinoise en plein essor économique, […] ses nouveaux recueils de poèmes – Errance urbaine (2005), Lapins, lapins (2008), La Neuvième Nuit (2011). »
- Lapins lapins[11],[4], traduit du chinois par Shuang Xu avec la collaboration de Martine Chardoux, préface de Jacques Darras, bilingue, Le Castor Astral, 2013, 104 p.
- Le Gène du garde rouge. Souvenirs de la Révolution culturelle[12], avec une préface de Jacques Darras, co-traduit par Shuang Xu et Martine De Clercq, Gallimard, 2015 Il s'y présente à la fois comme victime et coupable. Il décrit son embrigadement progressif, montre le cadavre de son père abandonné sur un tas d'ordures, sa mère mendiante. Il évoque ce « gène du garde rouge » qui le marque à vie[13]. L'ouvrage reste interdit en Chine où le sujet de la Révolution culturelle est toujours tabou[3].

### Accueil critique
Lors des rencontres poétiques sino-française en 2013, André Velter indique : « Cela fait presque dix ans que je connais Luo Ying. C'est un personnage tout à fait unique, non seulement dans la poésie chinoise, mais également dans le monde de la poésie mondiale actuelle. Son premier recueil Lapins, lapins a reçu un accueil favorable en France […]. »

### Adaptation
En 2022, Roland Auzet porte à la scène une adaptation du Gène du garde rouge sous le titre Adieu la mélancolie, adaptation écrite avec Pascale Ferran.